# Les Frères Jacques
A Les Frères Jacques francia ének- és kabaréegyüttes volt.

## Történet
A Les Frères Jacques-t az ügyvéd André Bellec (1914-2008) alapította.
A tagok közül Georges Bellec festő, humorista, Paul Tourenne postai hivatalnok, François Soubeyran pedig fazekas, földműves, és költő volt. Hagyományos, sokszor humoros sanzonokat, klasszikus zenei darabokra átiratokat, (például Franz Schubert dalokat, vagy színtiszta költészetet (Raymond Queneau, Boris Vian, Bernard Dimey verseit), szatirikus, burzsoáellenes előadásokat vagy bánatos utcai előadásokat tartottak.
Az együttes 1946-ban kezdte előadásait Jean de La Fontaine meséinek paródiáiáival és zenés tréfákkal párizsi szórakozóhelyeken előadni Pierre Philippe zongorakísérővel.
Jean-Denis Malclès (1912–2002) színházi díszlet- és jelmeztervezőként dolgozott az együttessel. A trup kétszínű mezben, fehér kesztyűben, esernyővel drámai pantomimmal kísérte előadásait. Később a Les Frères Jacques Francis Blanche, Georges Brassens, Léo Ferré, Jean de La Fontaine, Jacques Prévert, Raymond Queneau, Jean-Paul Sartre, Boris Vian, Serge Gainsbourg szövegeivel is énekelt dalokat a párizsi La Rose Rouge és Les Gueux au Paradis klubokban és másutt.

## Tagok
Az 1946-1982 között működött társulat tagjai André Bellec, Georges Bellec, François Soubeyran és Paul Tourenne voltak.

## Albumok
- https://www.discogs.com/artist/445910
- http://www.encyclopedisque.fr/artiste/1922.html
- https://www.allmusic.com/album/inventaire-mw0000558563/similar

## Díjak
- 1950: Prix du Disque

### Mozi
Les Frères Jacques az IMDb-n

### Színház
- 1949: Raymond Queneau: Stílusgyakorlartok
- 1958: A szépséges Abella − operett, Théâtre de la Porte Saint Martin